# Бенешти (Бакау)
Бенешти (рум. Benești) насеље је у Румунији у округу Бакау у општини Станишешти. Oпштина се налази на надморској висини од 163 m.

## Становништво
Према подацима из 2002. године у насељу је живело 364 становника, од којих су сви румунске националности.